# Friedrich Carl Schnoor
Friedrich Carl Schnoor, auch Friedrich Karl Schnoor (* 5. November 1758 in Rethwisch (Stormarn); † 22. Februar 1816 in Schwartau) war ein deutscher Jurist, zuletzt als Justiz-Amtmann Leiter des Großvogtei-Gerichts im Fürstentum Lübeck. Er war einer der letzten beiden Inhaber der Livonisten-Präbende im Lübecker Domkapitel.

## Leben
Friedrich Carl Schnoor war der ältere Sohn des Amtsverwalters in Rethwisch (Stormarn), des königlich dänischen Kammerrats Jakob Johann Schnoor, und dessen Frau Margarethe Carolina Christina, geb. von Barner, Tochter des Obersten Josua von Barner (1687–1732) in dänischen Diensten. Sein jüngerer Bruder Heinrich Christian Schnoor wurde als wandernder Dichter und Sänger der Romantik und als Verfasser des Studentenliedes Vom hoh’n Olymp herab bekannt.
Friedrich Carls Pate war der damalige Arbeitgeber seines Vaters, der Herzog Friedrich Karl (Schleswig-Holstein-Sonderburg-Plön). Rethwisch mit der Münze zu Rethwisch war eine wichtige Einkommensquelle des Mini-Herzogtums. Schon als Neunjähriger erhielt er am 21. Mai 1768 eine der beiden sogenannten Livonisten-Präbenden im Lübecker Domkapitel. Diese Präbenden waren nach ihrem Stifter, dem Domdekan Johannes Livo († 1292), benannt und berechtigten zu Einkünften, aber nicht zu Sitz und Stimme im Kapitel. Dazu erhielt er noch Einkünfte aus der 31. Vikarie in summo (am Dom). Seit der Reformation waren damit keinerlei gottesdienstliche Verpflichtungen mehr verbunden. Als Gönner der beiden Brüder Schnoor trat dabei der Amtmann von Reinfeld und Rethwisch und Lübecker Domherr Dietrich (Cay Diederich) von Levetzow († 1790) auf.
Von 1776 bis Ostern 1779 besuchte Friedrich Carl Schnoor das Katharineum zu Lübeck und studierte dann Rechtswissenschaften an der Universität Kiel.
1784 wurde er Sekretär des Domkapitels. Vor 1793 ernannte ihn das Domkapitel zum Justiz-Amtmann für das seiner Jurisdiktion unterstehende Territorium, die Großvogtei. Als solcher schloss er 1793 für das Kapitel den Allgemeinen Vergleich mit dessen Untertanen in den Kapitelsdörfern, der jahrzehntelange Prozesse um Abgaben und Pflichten beendete und Rechtssicherheit herstellte. Schnoors Amtsführung war geprägt von den Gedanken der Aufklärung, so setzte er sich auch „mit viel Verständnis, Einfühlunsvermögen und Menschenfreundlichkeit“ für die Dekrimininalisierung und medizinische Betrachtungsweise von Suizid ein. Das erste Lübeckische Adressbuch weist ihn für 1797 als am Pferdemarkt in einer der dortigen Domkurien wohnhaft aus; ab 1803 ist die Hartengrube in direkter Lage zum Lübecker Dom als Wohnung dokumentiert.
Auch nach der Säkularisierung des Kapitels im Reichsdeputationshauptschluss behielt Schnoor seine Einkünfte aus der Präbende auf Lebenszeit sowie sein Amt als Leiter des Großvogteigerichts im nunmehrigen oldenburgischen Fürstentum Lübeck mit Sitz in Schwartau. Er war an den Verträgen beteiligt, die 1804 die sich aus dem Reichsdeputationshauptschluss ergebenden hoheitlichen Fragen zwischen dem Fürstentum und der Stadt Lübeck klärten. Der Einmarsch der Truppen nach der Schlacht von Lübeck 1806, die Kapitulation bei Ratekau und die folgenden Einquartierungen in der Lübecker Franzosenzeit fügten dem Amt Großvogtei und Schnoor persönlich schwere Schäden zu, von denen er sich nie ganz erholte. Das Fürstentum Lübeck musste 1811 Teile seines Gebietes der französischen Besatzung im Département des Bouches de l’Elbe unterstellen, und Friedrich Carl Schnoor wurde an der Spitze einer Gruppe von Untertanen nach Hamburg beordert, um der französischen Behörde den Homagial-Eid zu leisten. 1814 bat er um seine Versetzung in den Ruhestand.
Seit dem 10. April 1779 war er Freimaurer in der Lübecker Loge Zum Füllhorn. 1790 bis 1794 war ihr Meister vom Stuhl. Sein Nachfolger war der letzte Domdekan Graf Friedrich Ludwig von Moltke. Von 1798 bis 1800 war Schnoor noch einmal Meister vom Stuhl. Er war 1789 einer der Mitstifter der Gesellschaft zur Beförderung gemeinnütziger Tätigkeit.
Siehe auch: Lübecker Domkapitel 1803